# Naqi' al-zabib
Il Naqīʿ al-zabīb (in arabo ﻧﻘﻴﻊ ﺍﻟﺰﺑﻴﺐ‎?, ossia "infuso d'uva") è una bevanda yemenita.
Si serve fresca e, come dice il nome (zabīb significa "uva secca", da cui la parola italiana 'zibibbo'), è a base d'uva e ha un lontano antenato nel nabīdh - infuso reso blandamente alcolico dalla fermentazione degli zuccheri - che si consumava ampiamente in età preislamica e il cui consumo fu dichiarato peccaminoso dal Corano, al pari del vino e di altre bevande inebrianti.